# 제이컵 K. 재비츠 컨벤션 센터

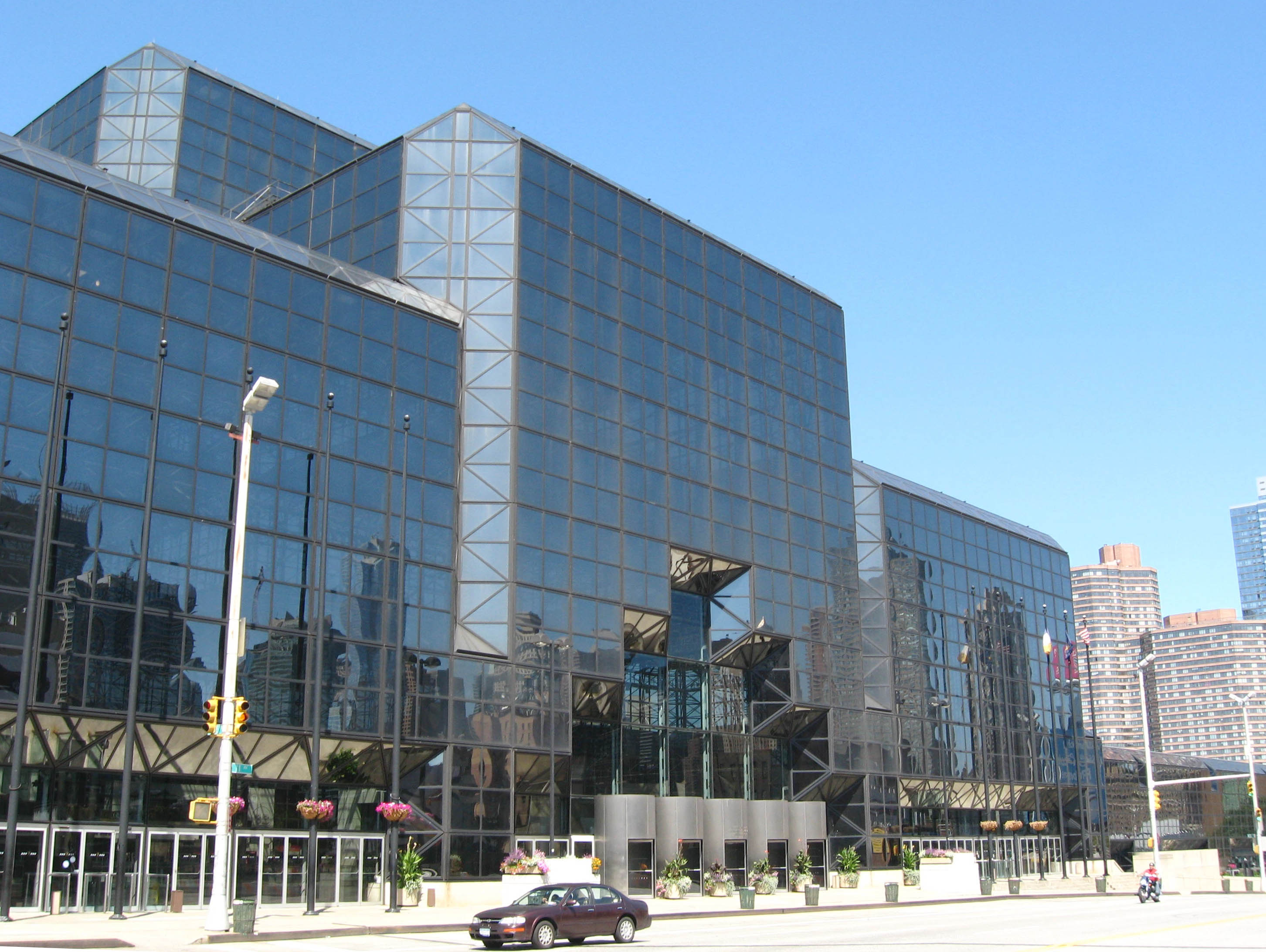
제이컵 K. 재비츠 컨벤션 센터

제이컵 K. 재비츠 컨벤션 센터(Jacob K. Javits Convention Center)는 뉴욕 맨해튼 11번로에 위치한 컨벤션 센터이다.